# 金輪寺 (東京都北区)
金輪寺（きんりんじ）は、東京都北区岸町一丁目にある真言宗霊雲寺派の寺院。

## 歴史
同寺は明治36年（1903年）に、それまで近隣の王子神社および王子稲荷神社の別当を務め、江戸時代には徳川将軍家の御膳所にもなった、地域を代表する寺院であった禅夷山東光院金輪寺（神仏分離令により廃寺）の支坊（塔頭）の一つであった藤本坊が、金輪寺の名を継ぎ再興したものである。再興にあたっては、真言宗霊雲寺派の霊雲寺（東京・湯島）の正行和尚と地元の檀信徒の働きが大きかった。
同寺の墓地には、王子村の名主で、近隣にある名主の滝公園の由来でもある畑野孫八の墓所もある。

## 旧・金輪寺

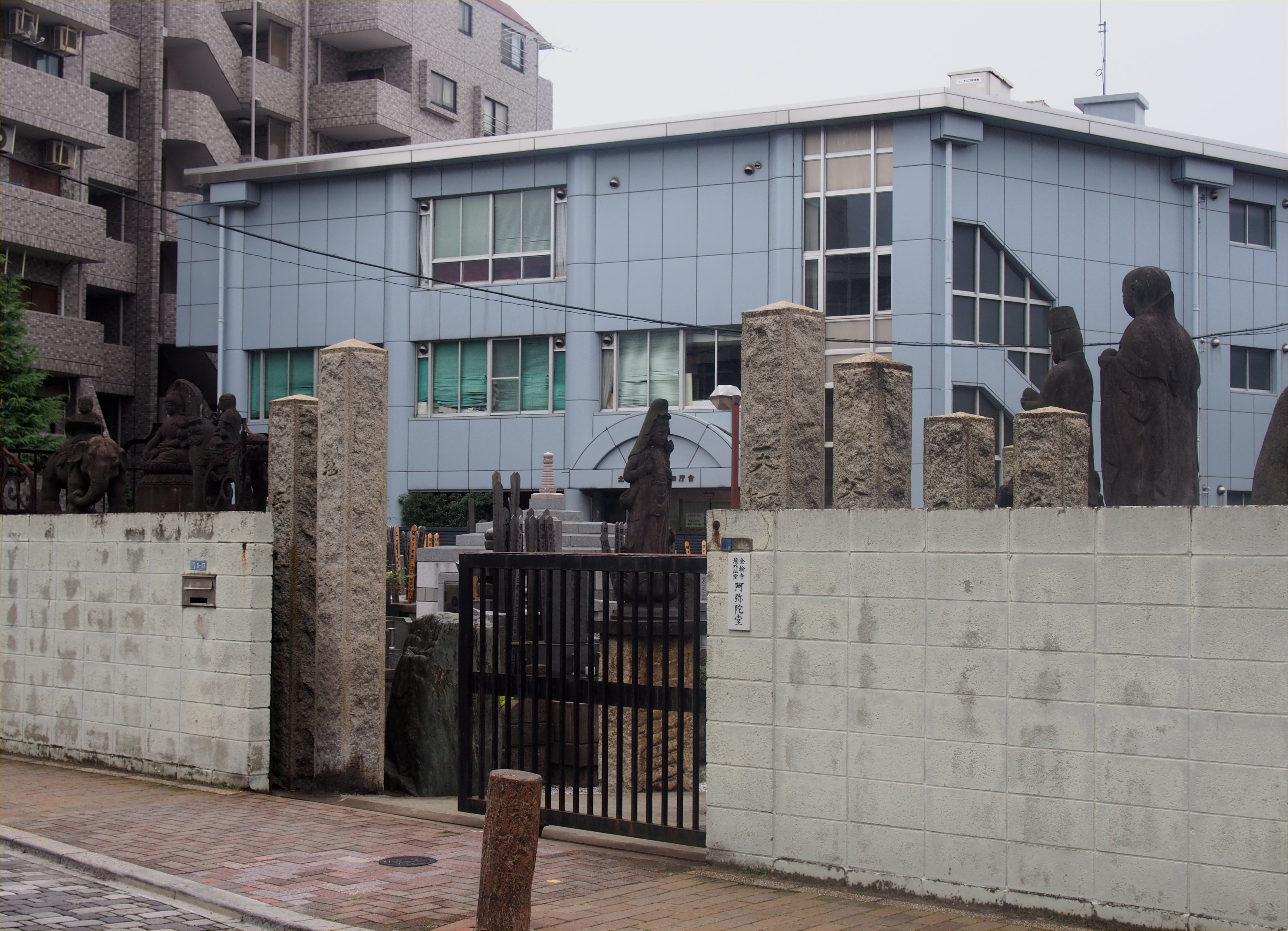
阿弥陀堂

廃寺になった元の金輪寺は、平安時代の康平年間（1058年 - 1065年）、源義家が前九年の役で勝利し、凱旋した折に甲冑を奉納し、敵方の安倍氏の兵士の冥福を祈る祈願所を創建したのが始まりであると言われる古刹であった。
その後は荒廃し、いつしか無住の寺となっていたが、江戸時代初期に徳川秀忠の命で宥養上人によって再興され、王子神社及び王子稲荷神社の別当寺になり、歴代将軍の御膳所を務める格式ある寺院となった。
また、最盛期には支坊が6つあり（12という説もある）、関東古義派5か寺の一つであった。
しかし、金輪寺は1860年の火災により伽藍を焼失し、その後も再興されずに、明治時代の神仏分離令によりそのまま廃寺となった。
前述の通り、金輪寺の名は支坊の一つ・藤本坊が引き継ぎ現在に至っている。また、別に残ったもう一つの支坊・弥陀坊は、現在は金輪寺の境外仏堂・阿弥陀堂となって、金輪寺の近隣（東京都北区王子本町一丁目5番17号）に所在している。

## アクセス
- 東京メトロ南北線・JR線・都電荒川線王子駅より徒歩6分
- 拝観は無料。日中の時間帯のみ受け付け。
- 駐車施設:なし